# Мы будем сражаться на пляжах
«Мы будем сражаться на пляжах» (англ. We Shall Fight on the Beaches) — речь Уинстона Черчилля, произнесённая им 4 июня 1940 года перед палатой общин. Второе выступление перед парламентом в качестве премьер-министра после вступления Великобритании во Вторую мировую войну.
В этой речи Черчиллю пришлось сообщить нации о постигшей союзников военной катастрофе и предупредить о возможной попытке вторжения Германии. Премьер-министр подготавливал британцев к тому, что Францию спасти не удастся, и она выйдет из войны, а также ещё раз подтверждал свою приверженность принципам, выраженным в речи от 13 мая 1940 года «Кровь, пот и слёзы».

## Исторический контекст
Уинстон Черчилль встал во главе британского правительства 10 мая 1940 года, через восемь месяцев после начала Второй мировой войны. По стечению обстоятельств, именно в этот день Германия начала Французскую кампанию. Когда 13 мая новый премьер-министр впервые выступил перед парламентом, он ничего не сообщил о положении Франции.
Ожидая, что немецкое наступление будет развиваться по сценарию 1914 года, коммуникации Британских экспедиционных сил осуществлялись не по короткому маршруту через Булонь, Кале, Дюнкерк, а по длинному через Дьеп и Гавр. 13 мая силы Вермахта пробились через Арденны и достигли реки Маас у Седана, а затем форсировали реку, прорвав оборону французской армии. К 20 мая танковые дивизии Вермахта достигли побережья Ла-Манша, разделив британские и французские войска.
Далее немцы двинулись вдоль побережья, отсекая союзные силы и встречая лишь слабое сопротивление. После капитуляции Бельгии 28 мая разрыв также появился и на восточном фланге союзных войск, которые были вынуждены отступить на небольшой плацдарм вокруг портового города Дюнкерк. Отсюда были эвакуированы основная часть британских и значительная часть французских войск, но практически всё тяжёлое вооружение, технику и снаряжение пришлось бросить.

Черчилль сделал краткое заявление в Палате общин 28 мая, сообщив о капитуляции Бельгии, закончив своё обращение словами:
Между тем, Палата должна быть готова к жёстким и тяжёлым вестям. Мне осталось только добавить, что ничто из того, что может случиться в этом сражении, никоим образом не снимает с нас обязанность защищать мир, которому мы себя посвятили; оно также не должно разрушить нашу уверенность, что это в наших силах, как неоднократно бывало в нашей истории. Через катастрофы и горе, мы одолеем наших врагов.
Он обещал выступить с докладом о военном положении 4 июня, и, по сути, главной частью речи является изложение военных событий, поскольку они прямо затрагивали Британские экспедиционные силы, начиная с немецкого прорыва у Седана.
Немцы не стали развивать наступление в южном направлении, а французы организовали относительно слабую оборону вдоль рек Эна и Сомма. Британские военные считали, что этот фронт не выдержит удара Вермахта. В воздухе французам не хватало истребителей, и положение ухудшалось вследствие больших потерь. Французское военное командование просило направить в бой дополнительные британские эскадрильи. Однако существовали определённые политические сомнения в желании Франции продолжать войну. Черчилль выступал за отправку истребителей во Францию, так как считал жизненно важным поддержать боевой дух французов, а также не допускал никаких оправданий развалу французской армии. Отказ мог не только привести к выходу Франции из войны, но и сделать её врагом Великобритании. Военный совет обсуждал вопрос 3 июня и утром 4 июня, в результате возобладало мнение Королевских военно-воздушных сил и государственного секретаря Арчибальда Синклера, что приоритетом является защита своей страны. Три эскадрильи, находившиеся во Франции, получат доукомплектование, но другой помощи не будет.
Несмотря на разрядку кризиса с Британскими экспедиционными силами, в основной массе вернувшимися домой, опросы общественного мнения показывали, что боевой дух нации во многих регионах близок к нулю. Только половина населения считала, что Великобритания должна воевать, выражая своё отношение словами: «Это не наша война — это война больших людей, произносящих длинные слова и чувствующих иначе». По этой причине в своей речи Черчилль должен был описать случившуюся катастрофу и предупредить о возможности германского вторжения, не ставя под сомнение победу британского оружия. Он должен был подготовить британцев к выходу Франции из войны и показать, что нет никаких путей предотвратить подобный исход.
В своей следующей речи от 18 июня, произнесённой сразу после французской капитуляции, Черчилль заявил: «Военные события, произошедшие в последние две недели, ни в чём не были для меня сюрпризом. Действительно, две недели назад я чётко указал, что возможно худшее, и я абсолютно ясно дал понять тогда: что бы ни случилось во Франции, это никак не изменит решимость Британии и Британской империи воевать дальше, в случае необходимости — в одиночку и в течение многих лет». Также премьер-министру требовалось подтвердить свою приверженность принципам, выраженным в речи от 13 мая 1940 года: «Нам предстоит суровое испытание. Перед нами много долгих месяцев борьбы и страданий. Вы меня спросите, каков же наш политический курс? Я отвечу: вести войну на море, суше и в воздухе, со всей мощью и силой, какую дает нам Бог; вести войну против чудовищной тирании, превосходящей любое человеческое преступление. Вот наш курс. Вы спросите, какова наша цель? Я могу ответить одним словом: победа, победа любой ценой, победа, несмотря на весь ужас, победа, каким бы долгим и трудным ни был путь; потому что без победы не будет жизни».

## Заключительная часть речи
Наиболее известной является заключительная часть выступления, которая признаётся одним из лучших примеров ораторского искусства Черчилля:

Обращаясь ещё раз к вопросу вторжения, в этот раз в общих чертах, я бы хотел заметить, что за все долгие века, которыми мы гордимся, наш народ никогда не имел абсолютной гарантии против вторжения, а тем более против опасных вражеских нападок на наши берега. Во времена Наполеона, о которых я только что говорил, тот же ветер, который бы перенёс его военно-транспортные корабли через Ла-Манш, мог разнести и наш флот, блокирующий его. Возможность вторжения всегда была, и эта возможность будоражила и обманывала воображение многих тиранов с континента. Много слухов ходит сейчас. Нам говорят, что будут применяться новые методы, и когда мы видим оригинальность злых умыслов, изобретательность агрессии, которые демонстрирует наш враг, мы определённо должны готовиться ко всякого рода новым задумкам и всяким типам жестоких и коварных манёвров. Я считаю, что ни одна хитрость не может быть исключена из расчёта, напротив, все должны быть учтены с внимательным и, в то же время я надеюсь, твёрдым взором. Мы не должны забывать, что владение морями и локальное превосходство в воздухе дают нам крепкие преимущества.
Со своей стороны, я полностью уверен, что если все выполнят свой долг, если ничего не будет упущено и если лучшие подготовления будут сделаны, как они делаются сейчас, мы снова докажем, что можем отстоять наш островной дом, справиться с бурей войны и пережить угрозу тирании, даже если на это уйдут годы, даже если мы будем в одиночку. В любом случае, именно это мы будем пытаться сделать. В этом заключается твёрдое решение Правительства Его Величества — абсолютно единодушное. В этом заключается веление Парламента и всего народа. Британская Империя и Французская Республика, связанные вместе своими целями и своими обстоятельствами, будут защищать до смерти свою родную землю, помогая друг другу как крепкие товарищи в полной мере своих сил.
Несмотря на то что большие куски Европы и много старых и славных держав пало или могут пасть под иго Гестапо и всего ненавистного аппарата нацистской власти, мы не ослабнем и не сдадимся. Мы продолжим сражаться до конца. Мы будем сражаться во Франции, мы будем сражаться на морях и океанах, мы будем сражаться с крепчающей уверенностью и крепчающей силой в воздухе, мы отстоим наш остров, чего бы это не стоило. Мы будем сражаться на пляжах, мы будем сражаться на вражеских плацдармах, мы будем сражаться в полях и на улицах, мы будем сражаться в холмах; мы никогда не сдадимся, и даже если (хотя я в это ни на минуту не верю) наш остров или большая часть его будет порабощён и охвачен голодом, тогда наша Империя за морями, вооружённая и охраняемая Британским Флотом, продолжит борьбу до тех пор, пока, с Божьей помощью, Новый мир со всей своей силой и мощью не придёт к спасению и освобождению старого.
Оригинальный текст (англ.)Turning once again, and this time more generally, to the question of invasion, I would observe that there has never been a period in all these long centuries of which we boast when an absolute guarantee against invasion, still less against serious raids, could have been given to our people. In the days of Napoleon, of which I was speaking just now, the same wind which would have carried his transports across the Channel might have driven away the blockading fleet. There was always the chance, and it is that chance which has excited and befooled the imaginations of many Continental tyrants. Many are the tales that are told. We are assured that novel methods will be adopted, and when we see the originality of malice, the ingenuity of aggression, which our enemy displays, we may certainly prepare ourselves for every kind of novel stratagem and every kind of brutal and treacherous manœuvre. I think that no idea is so outlandish that it should not be considered and viewed with a searching, but at the same time, I hope, with a steady eye. We must never forget the solid assurances of sea power and those which belong to air power if it can be locally exercised.

I have, myself, full confidence that if all do their duty, if nothing is neglected, and if the best arrangements are made, as they are being made, we shall prove ourselves once more able to defend our island home, to ride out the storm of war, and to outlive the menace of tyranny, if necessary for years, if necessary alone. At any rate, that is what we are going to try to do. That is the resolve of His Majesty’s Government — every man of them. That is the will of Parliament and the nation. The British Empire and the French Republic, linked together in their cause and in their need, will defend to the death their native soil, aiding each other like good comrades to the utmost of their strength.

Even though large tracts of Europe and many old and famous States have fallen or may fall into the grip of the Gestapo and all the odious apparatus of Nazi rule, we shall not flag or fail. We shall go on to the end. We shall fight in France, we shall fight on the seas and oceans, we shall fight with growing confidence and growing strength in the air, we shall defend our island, whatever the cost may be. We shall fight on the beaches, we shall fight on the landing grounds, we shall fight in the fields and in the streets, we shall fight in the hills; we shall never surrender, and if, which I do not for a moment believe, this island or a large part of it were subjugated and starving, then our Empire beyond the seas, armed and guarded by the British Fleet, would carry on the struggle, until, in God’s good time, the New World, with all its power and might, steps forth to the rescue and the liberation of the old.

Комментаторы отмечают, что предложение, оканчивающееся словом «surrender», содержит, за исключением самого слова «surrender», только слова, имеющие старые английские корни (в то время как значительную часть словарного запаса английского языка, десятки процентов, составляют слова, заимствованные из французского и латыни). Других аналогичных примеров такого исключительного отсутствия заимствованных слов в других речах Черчилля не наблюдается. Однако сам Черчилль присутствовал на выступлении премьер-министра Жоржа Клемансо в Париже в июне 1918 года, в котором был использован аналогичный приём. Оба оратора использовали близкие по звучанию утверждения, чтобы подчеркнуть свою бескомпромиссную волю к борьбе.

## Реакция
Утверждается, что сразу после окончания речи Черчилль пробормотал соседу: «И мы будем бороться с ними донышками разбитых пивных бутылок, потому что это всё, что у нас есть!». Тем не менее, Черчилль впечатлил слушателей, и речь сразу же была признана исторической. Один из секретарей Черчилля отметил в своем дневнике: «Великолепное выступление, которое, несомненно, встряхнуло Палату». Депутат от Консервативной партии записал в своем дневнике: «Он был красноречив и использовал великолепный английский; несколько лейбористов плакали». Один из лейбористов, друг и почитатель таланта Черчилля со времён Дарданелльской операции, писал ему: «Мой дорогой Уинстон, эта речь стоит 1000 орудий и 1000 лет речей».
В отличие от следующей речи, «Их звёздный час», выступление от 4 июня не было повторено в прямом радиоэфире. Вместо этого, как ранее с речью от 13 мая, выдержки из речи были приведены в вечернем выпуске новостей Би-би-си.
В следующем году американский журналист Хуберт Никербокер писал, что эти слова «заслуживают того, чтобы остаться в памяти каждого из нас», заметив, что «Вместе с фотографией Черчилля, эти слова украсили стены домов и офисов по всей Британской империи».

## В культуре
- Интро концертного альбома британской хэви-метал-группы Iron Maiden Live After Death 1985 года представляет собой фрагмент записи речи c наложенным звуком авиационных двигателей. Также этот фрагмент использован в видеоклипе группы на песню Aces High.
- События, приведшие к появлению речи «Мы будем сражаться на пляжах», представлены в оскароносном британском фильме «Тёмные времена» 2017 года, где роль У. Черчилля сыграл Гэри Олдмен.